# 니콜라스 사푸트라
니콜라스 사푸트라(Nicholas Saputra, 1984년 2월 24일 ~ )는 인도네시아의 배우이다.
자카르타에서 태어났다.

## 영화
- 아루나 & 리단야 (2018년)
- 왓츠 위드 러브 2 (2016년)
- 흑마술사 (2016년) - 샤먼 역
- 사랑에 대해 이야기할 때 말하지 않는 것들 (2013년)
- 누군가의 남편의 배에 탄 누군가의 부인 (2013년)
- 동물원에서 온 엽서 (2012년)
- 훌라후프 소리 (2008년)
- 영원으로 가는 사흘 (2007년)
- 조니의 약속 (2005년)
- 풍운아 기에 (2005년)
- 줄 없는 바이올린 (2003년)
- 아리산 (2003년)
- 친타에게 무슨 일이? (2002년)